# Intelligibilitet
Intelligibilitet betecknar inom filosofin det som kan uppfattas av den mänskliga hjärnan. Platon talar om bland annat matematikens intelligibla domän. Kant postulerade, i Descartes efterföljd, en form av intelligibel a priori-kunskap, oberoende av erfarenheten. Kant hävdar att det intelligibla endast kan begripas genom tänkandet.